# Herrschaft Oberstein

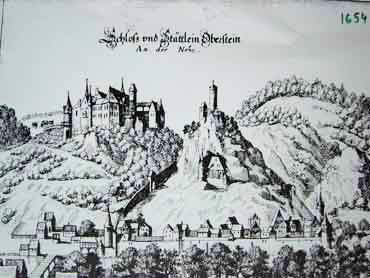
Ansicht von Oberstein nach Matthäus Merian, links: Schloss Oberstein, rechts: Burg Bosselstein, im Fels: Felsenkirche, im Tal: Oberstein

Die Herrschaft Oberstein war eine Herrschaft des Heiligen Römischen Reichs, die vom Kurfürstentum Trier zu Lehen ging. Mittelpunkt der Herrschaft war Idar-Oberstein. Heute gehört das Gebiet zu Rheinland-Pfalz.

## Geschichte
Oberstein war Stammsitz der Herren vom Stein (lateinisch de Petra, de Lapide). Zur Sicherung der Macht in ihrem Herrschaftsbereich trugen Werner de Petra und Eberhard de Petra am 6. April 1197 die Herrschaft dem Erzbischof Johann von Trier zu Lehen auf. Mit diesen Brüdern beginnt die Trennung der Familie in zwei Linien.
Ein Enkel des genannten Eberhard de Petra, Eberhard junior, verheiratete sich um 1245 mit Juliane, der Erbtochter Wirichs von Daun. Beider Sohn Wirich I. (genannt 1261–1301) erbte über seine Mutter die Dauner Anteile an den Burgen Nanstein und Wilenstein, über seinen Vater bzw. über seinen Neffen Anteile an der Burg Stein. Er war vermählt mit Kunigunde Raugräfin zu Neuenbaumberg († 25. Februar 1307). Wirich I. und Kunigunde sind die Stammeltern der Herren von Daun-Oberstein, die das Dauner Gitter im Wappen führten.
Die Nachkommen des anderen Bruders Werner de Petra bilden die andere Hauptlinie der Herren von Oberstein. Ihr Wappen zeigt einen schreitenden, gekrönten Löwen in rot, auf silbernem Grund.
Mittelpunkt der Herrschaft war eine anzunehmende Burg im Loch, wohl in der Höhlung der späteren Felsenkirche, ab etwa 1200 die Burg Stein, die nach 1300 zur Unterscheidung von der naheabwärts gelegenen gleichnamigen Burg (heute Burg Rheingrafenstein) Oberstein genannt wurde. Als um 1320 die Herren von Daun-Oberstein ein neues festes Haus in Rufweite der Burg Stein erbauten, ging der Name Burg Oberstein auf das neue Haus, das später so genannte Schloss Oberstein, über. Die alte Burg Stein, die zwischenzeitlich ebenfalls Oberstein hieß, wird heute zur begrifflichen Unterscheidung Burg Bosselstein genannt, nach der im 14. Jahrhundert erloschenen Seitenlinie der „Bossel vom Stein“. Die Herren von Oberstein und die Daun-Obersteiner teilten sich in den Besitz der alten Burg, während die neue Burg den Daun-Obersteinern allein zustand. Die Herren von Oberstein verkauften schließlich 1435 ihre Besitzungen an die Herren von Daun-Oberstein, wodurch die Daun-Obersteiner alleinige Besitzer der Herrschaft Oberstein wurden.
Der Besitz der Herrschaft Oberstein vererbte sich im 16. und 17. Jahrhundert an die Linie Daun-Falkenstein, wobei die Abgrenzung zwischen den Linien Daun-Oberstein und Daun-Falkenstein in der Literatur unterschiedlich gehandhabt wird. Bis etwa 1633 war Schloss Oberstein Sitz der Herrschaft, ab dann Sitz der Amtleute, die die Herrschaft verwalteten. Wilhelm Wirich von Daun-Falkenstein († 1682), der letzte der Linie, vererbte die Herrschaft Oberstein auf seine Töchter. Kurtrier erklärte das Lehen für erledigt und zog es ein. Kurfürst Carl Caspar von Trier ließ am 12. Januar 1664 Oberstein durch seinen Landeshauptmann Philipp Sparnagel besetzen, um die kurtrierschen Ansprüche durchzusetzen. 1680 gab Trier das Amt als Lehen an Johann Karl August von Leiningen-Dagsburg, den Sohn der zuerst vermählten Tochter Anna Elisabetha. Als die Linie 1766 mit Graf Reinhard, den die Obersteiner als harten Herrn in unguter Erinnerung behielten, im Mannesstamm erlosch, belehnte Kurtrier nach langen Auseinandersetzungen 1773 den Grafen Philipp Ferdinand von Limburg-Styrum mit 2/3 und behielt selbst 1/3, das kurtrierische Amt Oberstein.
Ein Huldigungsprotokoll von 1547 nennt folgende Bestandteile der Herrschaft Oberstein:
| Ort                | Personen    |
| ------------------ | ----------- |
| Oberstein im Tal   | 47          |
| Raversbeuren       | 16          |
| Mittelbollenbach   | 12          |
| Nahbollenbach      | 26          |
| Breungenborn       | 9           |
| Das Untertal       | 15          |
| Der Idarbann       | 111         |
| Hoppstädten etc.   | 84          |
| Tholey etc.        | 62          |
| Freisen etc.       | 47          |
| Niederreidenbach   | 7           |
| Limbach (Naumburg) | ohne Angabe |
| Vogtei Briedel     | ohne Angabe |

Neben den allodialen Bestandteilen kamen zur Herrschaft Oberstein noch Lehen:
Von Kurtrier:
- Die Vogtei Briedel an der Mosel

Von Nassau-Saarbrücken:
- Der Idarbann mit Idar, Algenrodt, Vollmersbach, Enzweiler, Mackenrodt, Hettenrodt, Kirschweiler, Hettstein, Tiefenbach, dazu die heutigen Wüstungen Fockenhausen, Diedesbach und Gutenbach

Von Lothringen:
- Eppelborn, das Ostertal mit Oberkirchen, der Wald Winterhauch, ein ausgedehntes und umstrittenes Waldgebiet zwischen Nahbollenbach, Mittelbollenbach und Breungenborn.

Mit der Einnahme des Linken Rheinufers fiel das Gebiet an die Erste Französische Republik. Als Ergebnis des Wiener Kongresses wurde das Fürstentum Birkenfeld geschaffen und erneut ein Amt Oberstein gebildet.

## Belege
1. ↑  Auctionsverwalter Leyser: Zur Geschichte und Kunde des ehemaligen Nahe-Gaues, Birkenfeld 1853, S. 101